# Ceratobaeus turneri
Ceratobaeus turneri är en stekelart som först beskrevs av Alan Parkhurst Dodd 1920.  Ceratobaeus turneri ingår i släktet Ceratobaeus och familjen Scelionidae. Inga underarter finns listade i Catalogue of Life.